# Pirnaischer Platz

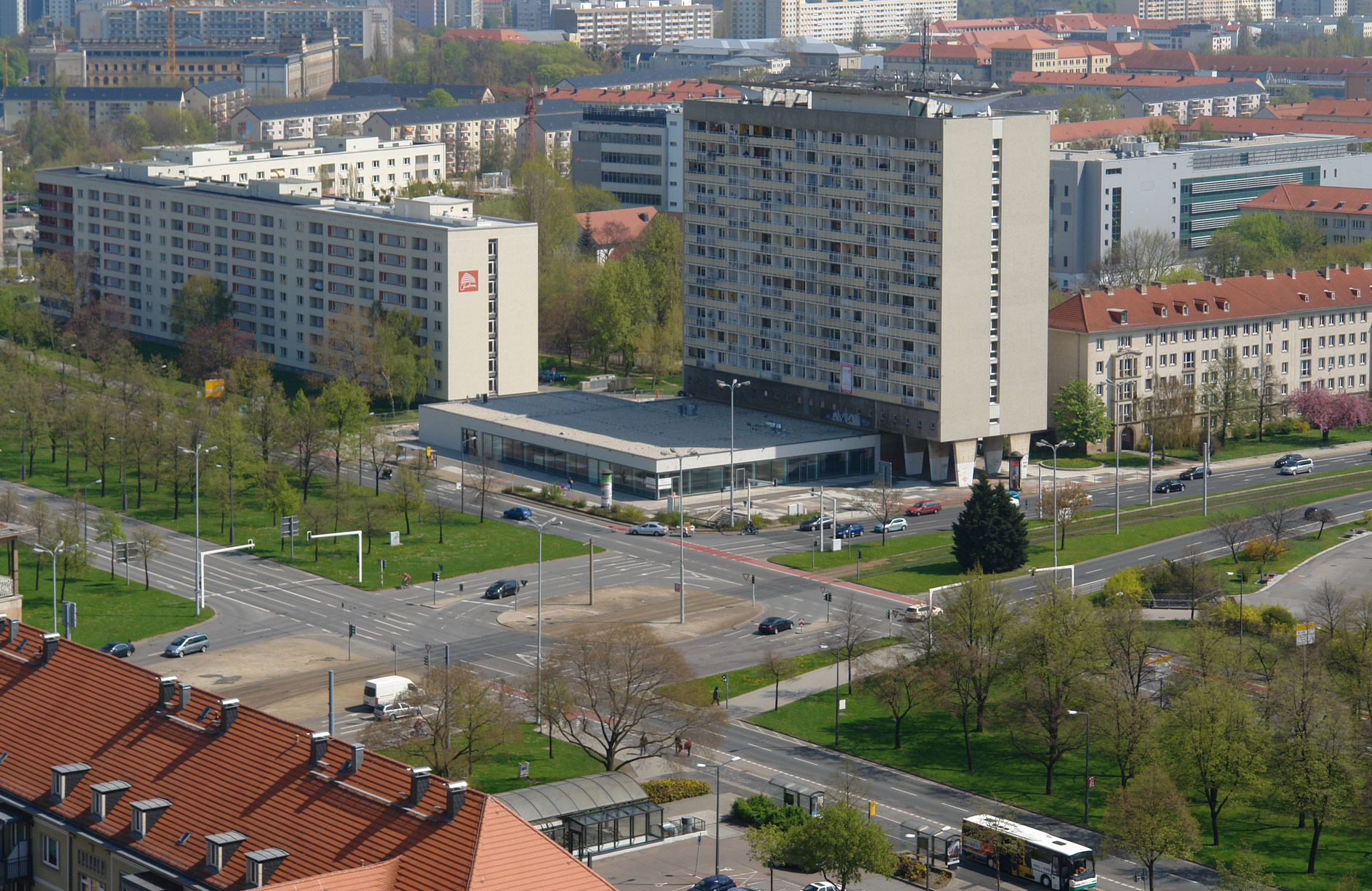
Pirnaischer Platz.

Pirnaische Platz är ett torg i Dresden som liksom Postplatz var en av portarna till den gamla stadsbefästningen som tidigare omgav staden. Förorten med samma namn börjar vid Pirnaischer Platz. Torget ligger precis öster om Neumarkt i stadsdelen Innere Altstadt. 

## Historia
Fram till och med att man rev den gamla stadsmuren i början av 1800-talet låg stadsporten Pirnaisches Tor intill torget mellan åren 1591 och 1820. I och med rivandet av muren frigjordes stora ytor, och området bebyggdes utifrån planer av Gottlob Friedrich Thormeyer. Från 1740 till 1758 låg Johann Georg Maximilian von Fürstenhoffs privata bostadspalats vid porten. Efter anläggandet av en ringväg som omgav den gamla staden, König-Johann-Straße, och byggandet av Grunaer Straße utvecklades torget till en viktig trafikplats. Under luftangreppet 1945 ödelades torget med alla dess byggnader, och under DDR-tiden återuppbyggdes området enligt socialist stadsbyggnadsplan. En gångtunnel byggdes under torget i början av 1970-talet i vilken en del av stadens gamla befästningar kunde beskådas. Efter en brand den 13 september 2006 stängdes tunneln och fylldes med betong i juli 2010.

## Bilder

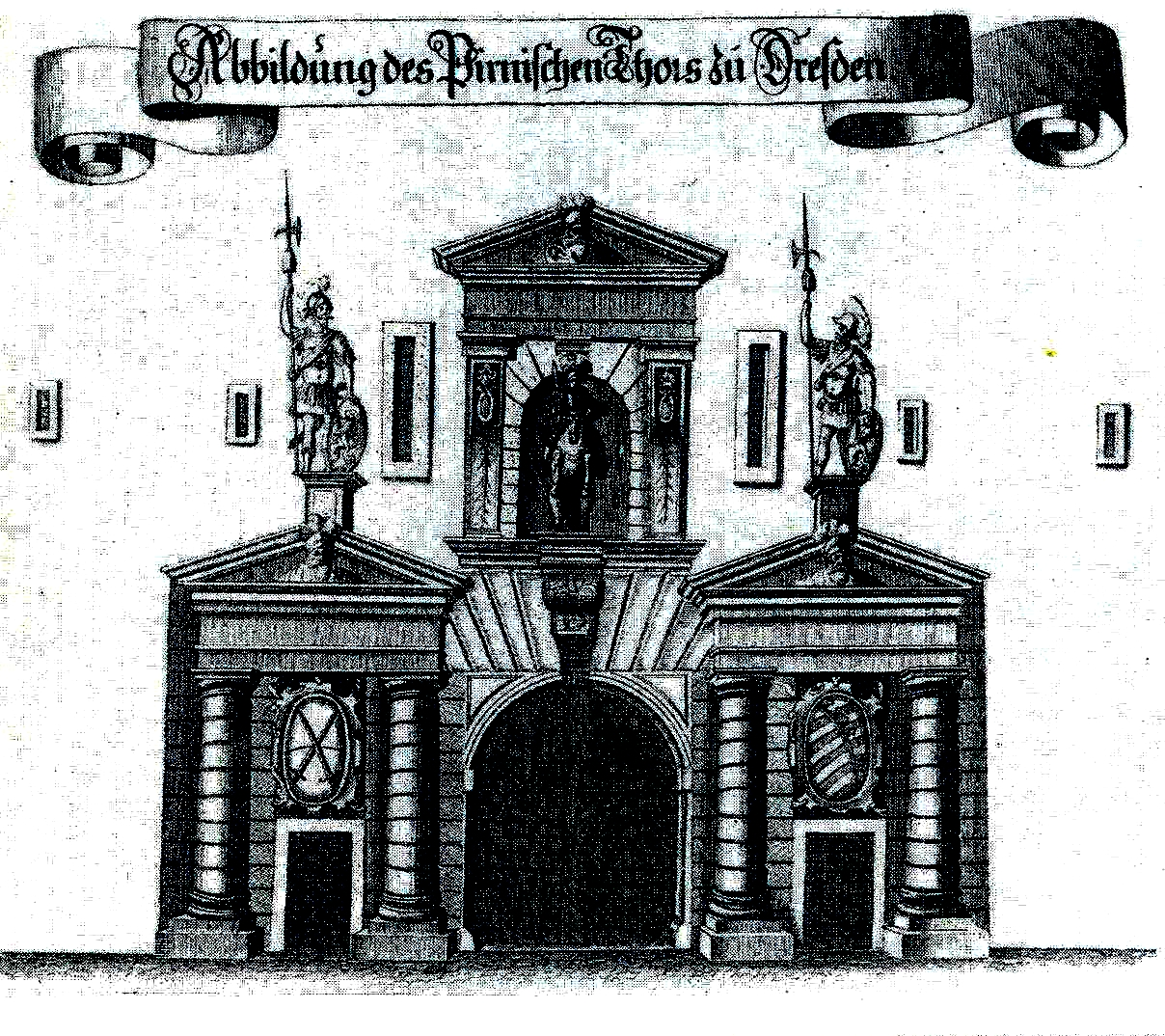
Pirnaisches Tor 1679.
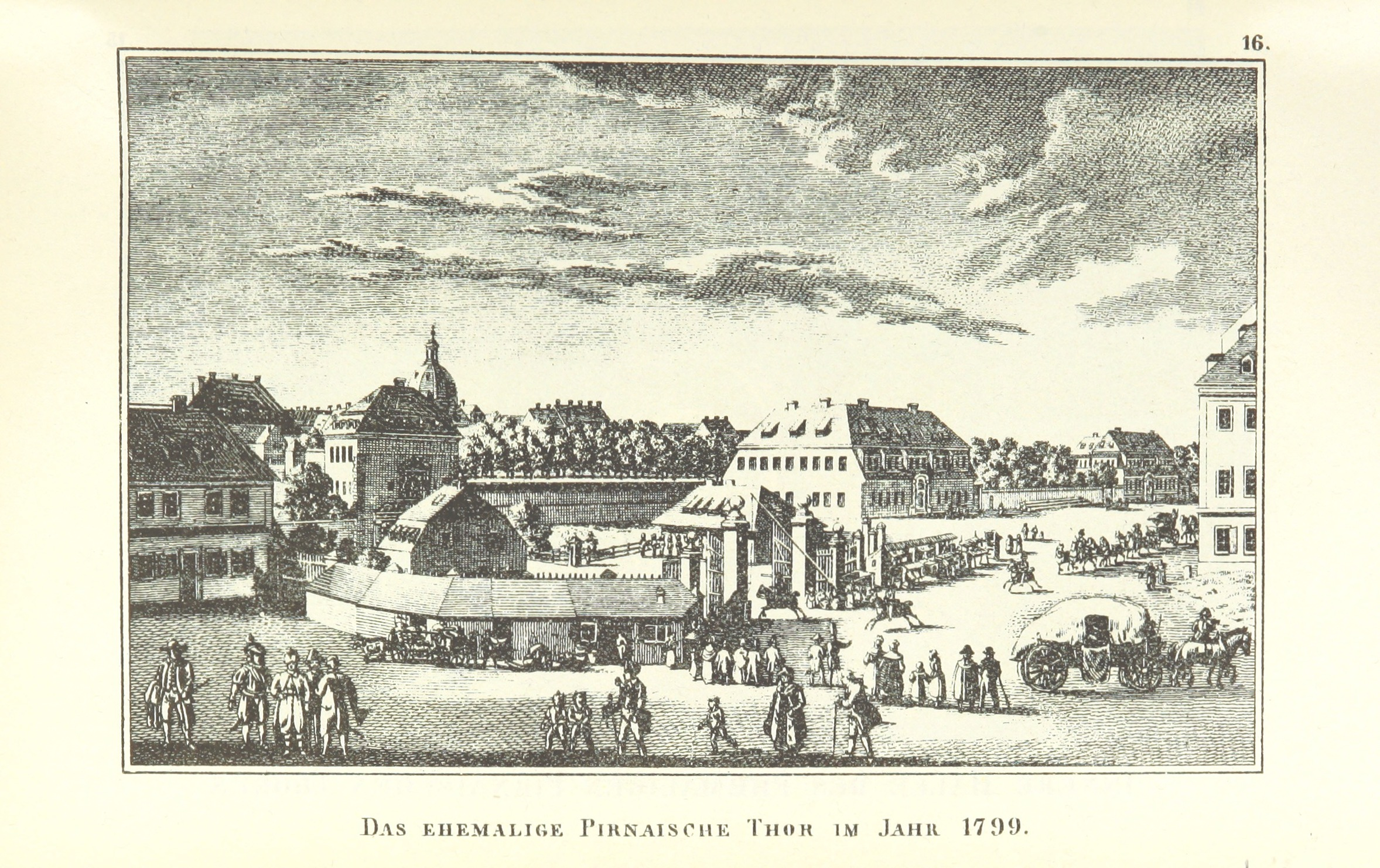
Pirnaisches Tor 1799.
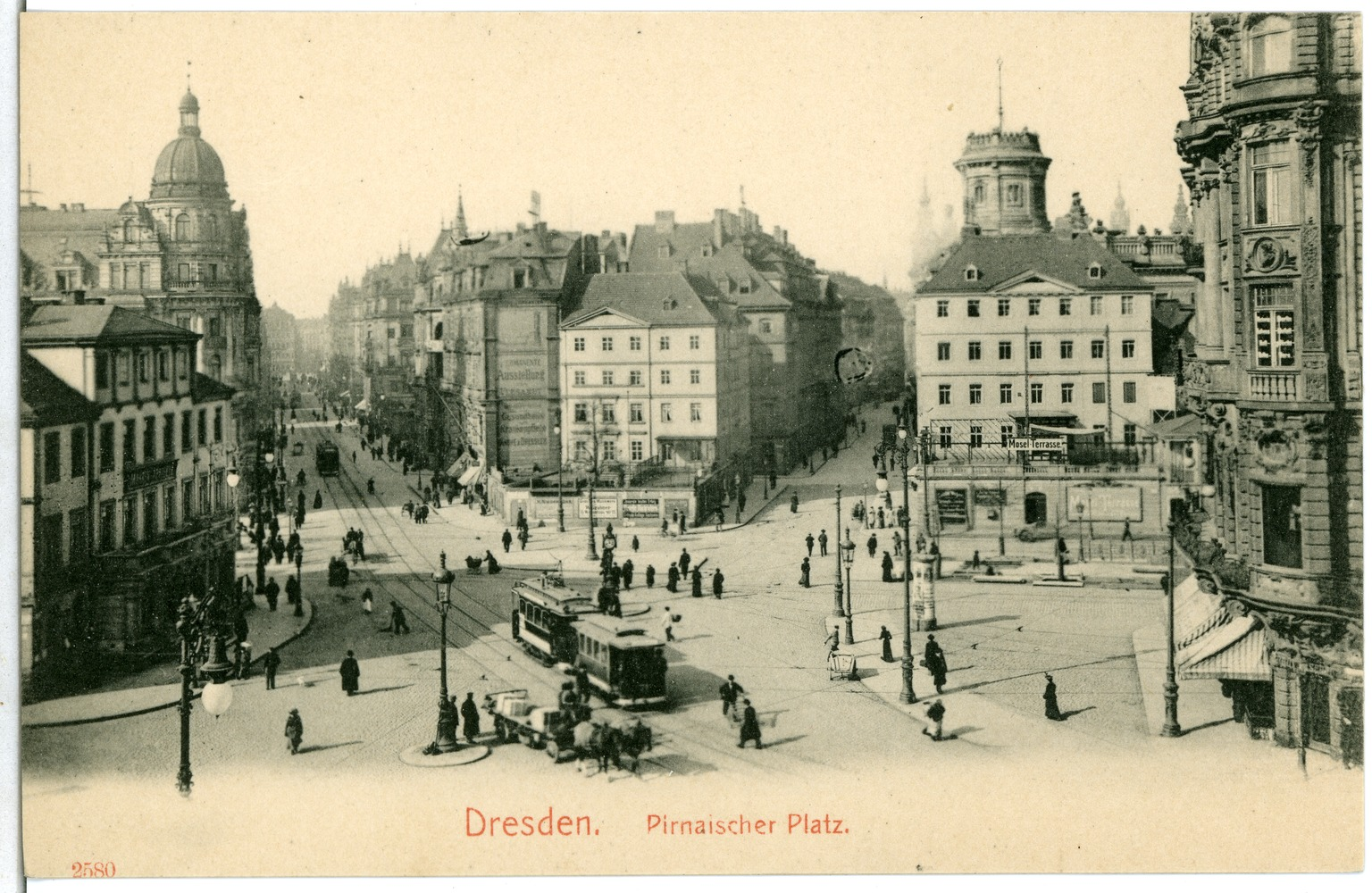
Pirnaischer Platz 1902.
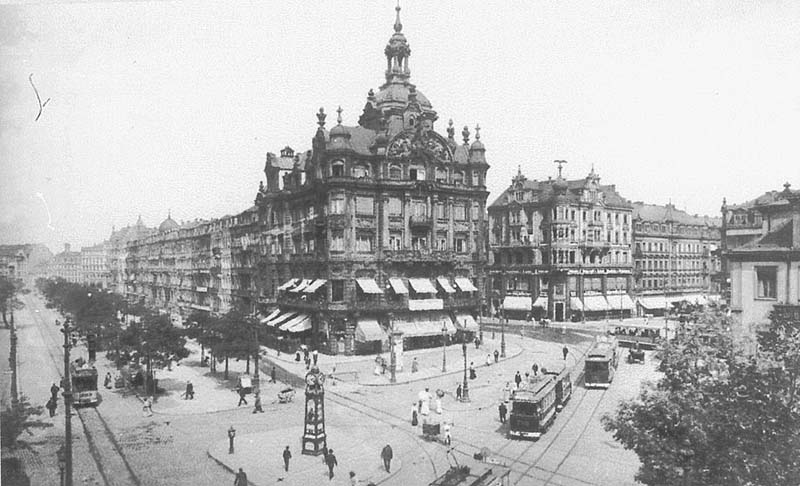
Pirnaischer Platz med det praktfulla Kaiserpalast år 1910.
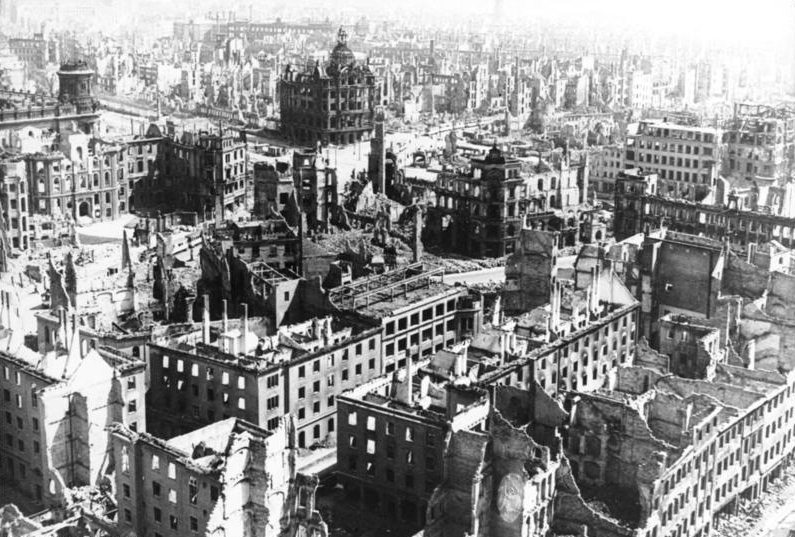
Pirnaische Platz efter Bombningen av Dresden i februari 1945.

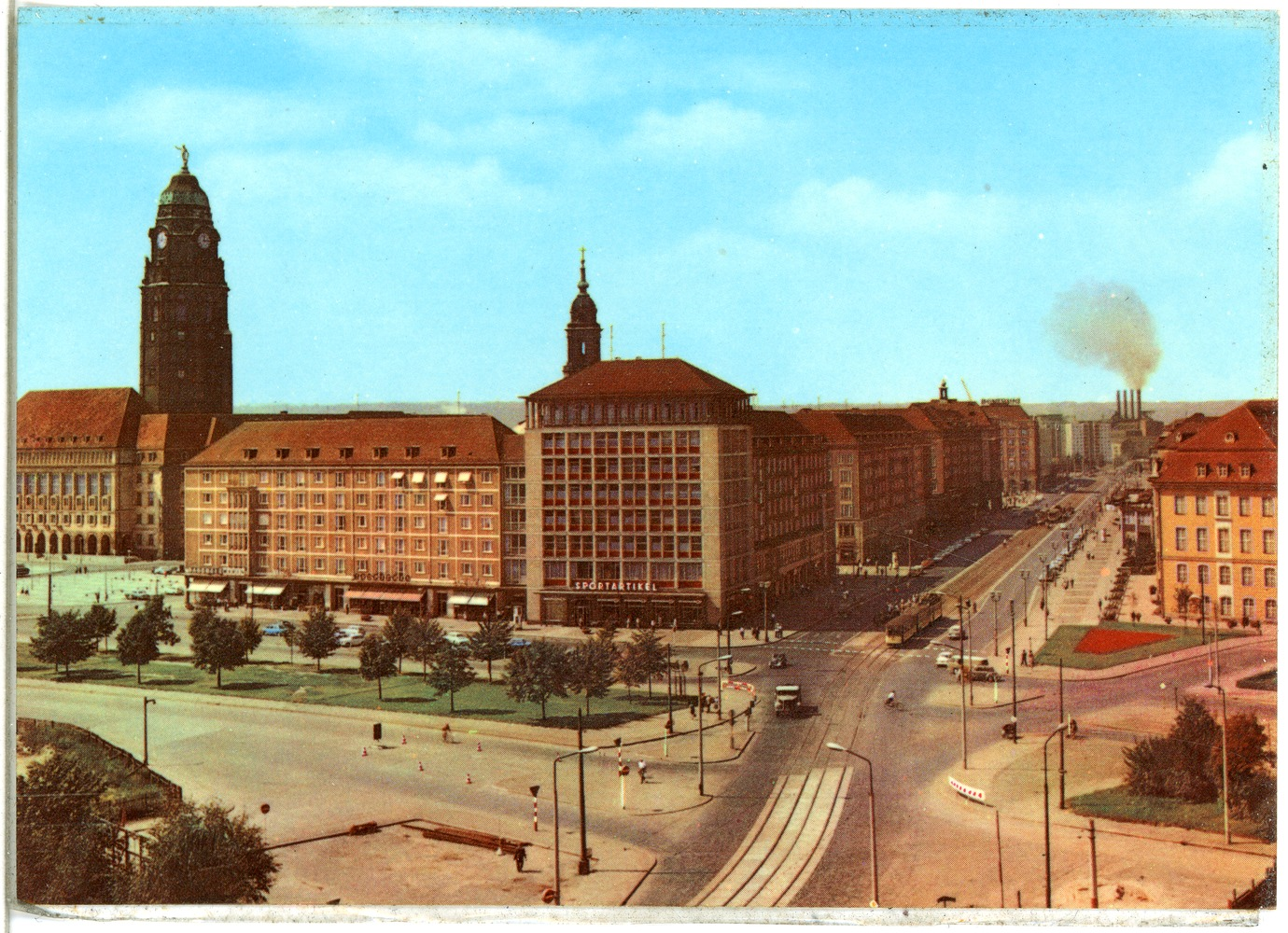
Pirnaischer Platz 1963.
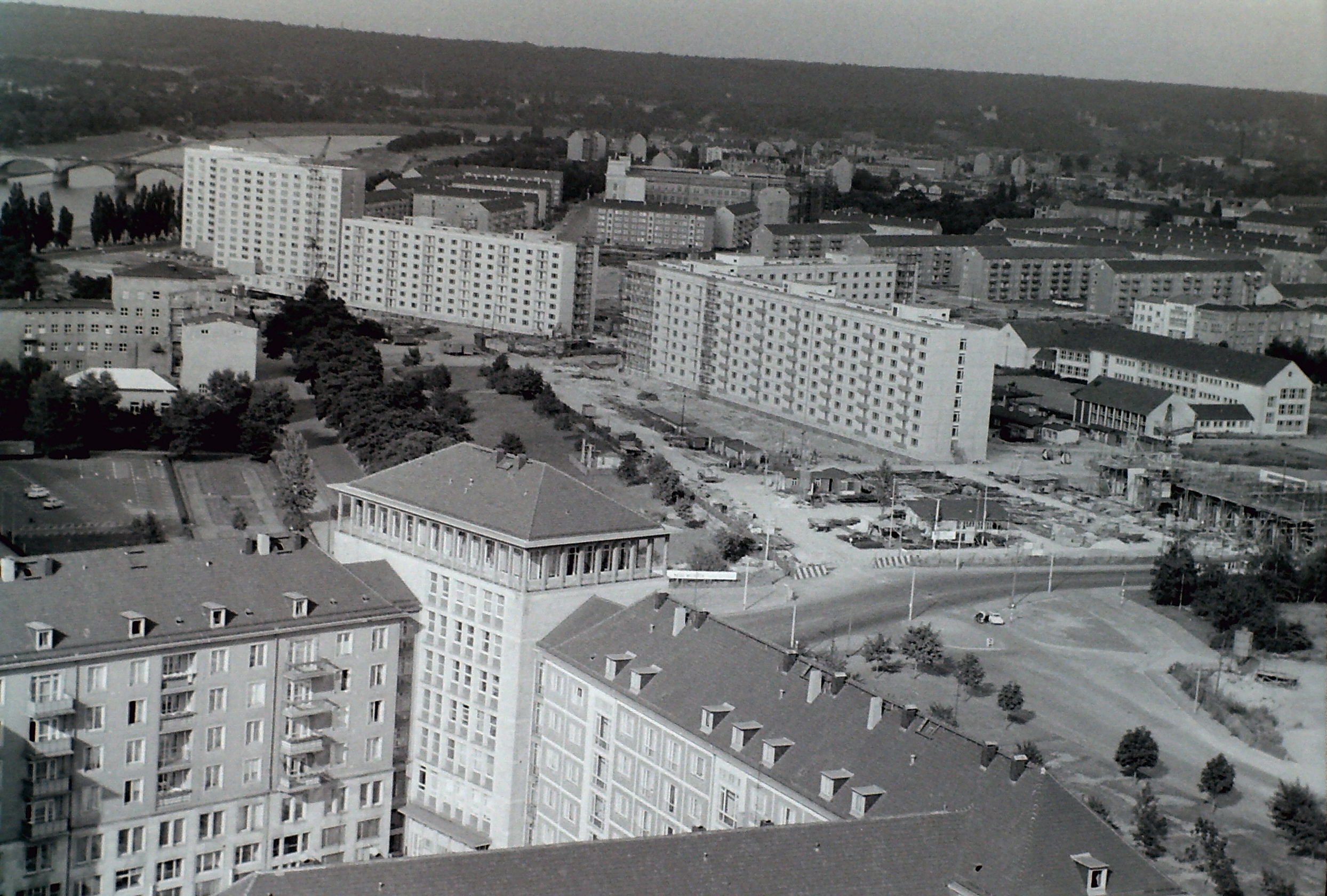
Pirnaischer Platz 1965.
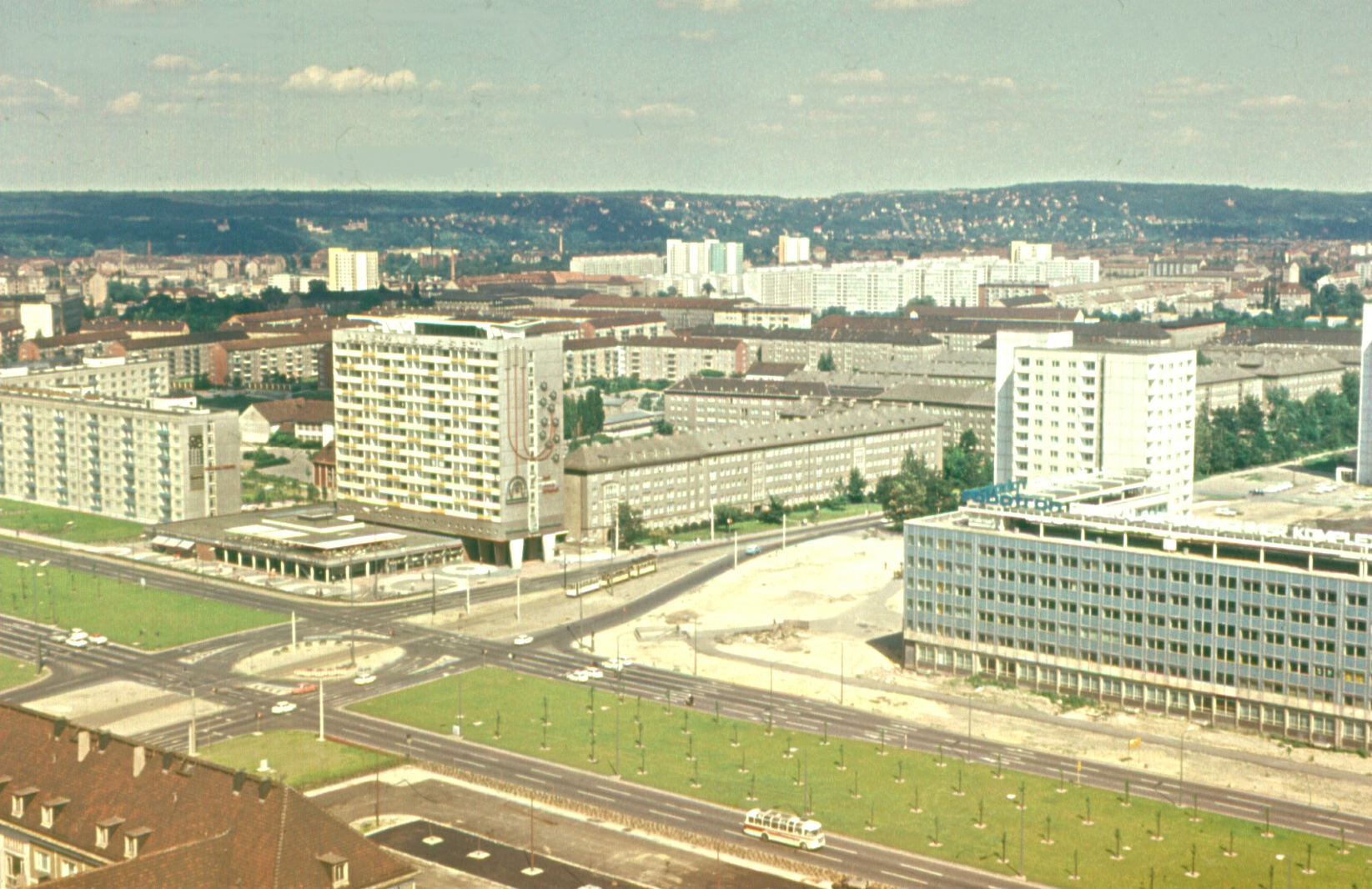
Pirnaischer Platz 1972.
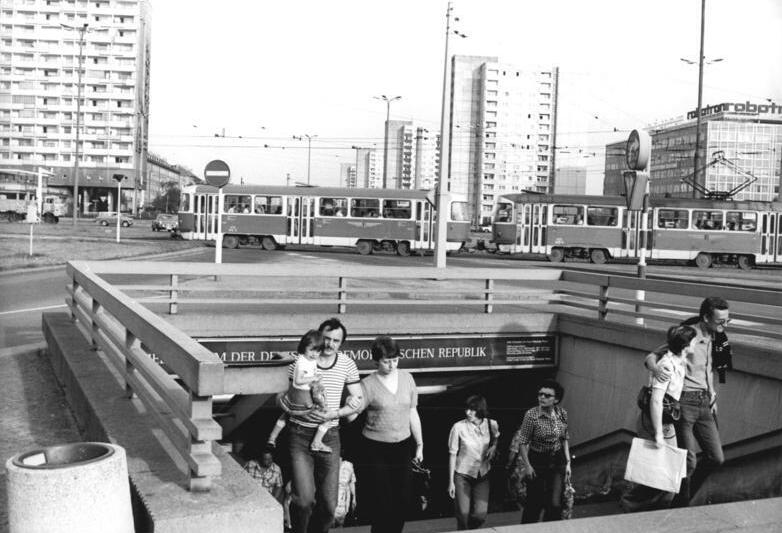
Fotgängartunnel 1979.
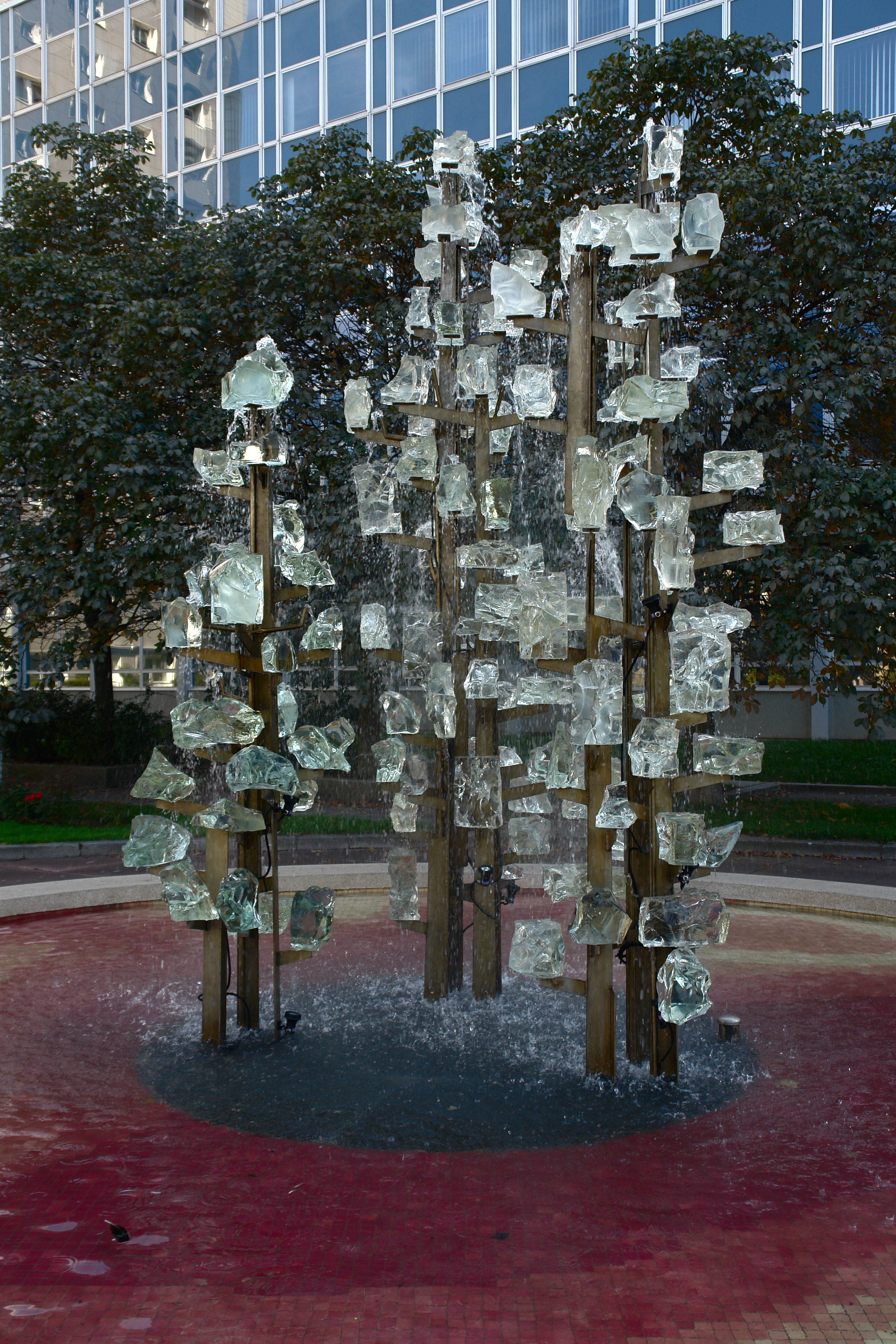
Fontänen ritad av Leoni Wirth.